# Synotaxidae
Famille
Les Synotaxidae sont une famille d'araignées aranéomorphes.

## Distribution

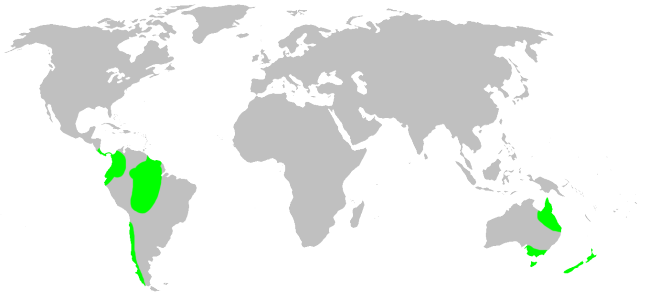
Distribution

Les espèces de cette famille se rencontrent en Amérique et en Asie.

## Paléontologie
Cette famille est connue depuis le Paléogène.

## Liste des genres
Selon World Spider Catalog (version 23.5, 06/10/2022) :
- Gaucelmus Keyserling, 1884
- Hamus Ballarin & Li, 2015
- Nescina Ballarin & Li, 2015
- Synotaxus Simon, 1895
- Tekellina Levi, 1957

Selon World Spider Catalog (version 20.5, 2020) :
- † Acrometa Petrunkevitch, 1942
- † Anandrus Menge, 1856
- † Chelicerinus Wunderlich, 2008
- † Cornuanandrus Wunderlich, 1986
- † Dubiosynotaxus Wunderlich, 2004
- † Eosynotaxus Wunderlich, 2004
- † Gibbersynotaxus Wunderlich, 2004
- † Protophysoglenes Wunderlich, 2004
- † Pseudoacrometa Wunderlich, 1986
- † Succinitaxus Wunderlich, 2004
- † Sulcosynotaxus Wunderlich, 2004

## Systématique et taxinomie
Cette famille a été décrite par Simon en 1894 comme une tribu des Theridiidae. Elle est élevée au rang de famille par Forster, Platnick et Coddington en 1990.
Les Physogleninae ont été élevées au rang de famille, avec les Pahorinae comme sous-famille, par Dimitrov, Benavides Silva, Arnedo, Giribet, Griswold, Scharff et Hormiga en 2017.
Cette famille rassemble 34 espèces dans cinq genre actuel.

## Publication originale
- Simon, 1894 : Histoire naturelle des araignées. Paris, vol. 1, p. 489-760 (texte intégral).